# Монтемілоне
Монтемілоне (італ. Montemilone) — муніципалітет в Італії, у регіоні Базиліката, провінція Потенца.
Монтемілоне розташоване на відстані близько 310 км на схід від Рима, 50 км на північ від Потенци.
Населення — 1669 осіб (2014).

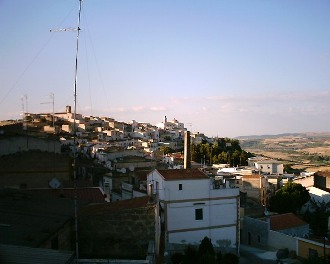

Щорічний фестиваль відбувається 26 грудня; 11-13 серпня. Покровитель — святий Степан.

## Демографія
Населення за роками:

Станом на 1 січня 2023 року в муніципалітеті офіційно проживало 76 іноземців з 12 країн, серед них 51 громадянин країн Євросоюзу.

## Сусідні муніципалітети
- Лавелло
- Мінервіно-Мурдже
- Спінаццола
- Веноза
- Палаццо-Сан-Джервазіо